# Falklandsöarnas lagstiftande råd
Falklandsöarnas lagstiftande råd (engelska: Legislative Council of the Falkland Islands, även kallad LEGCO) var det enkammarparlament som styrde Falklandsöarna från den 13 november 1845 till 1 januari 2009. Då en ny konstitution trädde i kraft 2009, infördes i stället Falklandsöarnas lagstiftande församling.

### Fotnoter
1. ↑  ”First LEGCO meeting of the new year”. MercoPress. 24 januari 2001. http://en.mercopress.com/2001/01/24/first-legco-meeting-of-the-new-year. Läst 27 oktober 2013.